# 제3회 광화문국제단편영화제
제3회 광화문국제단편영화제는 2005년 11월 2일에 열린 시상식이다.

## 수상 및 후보

### 대상
- 천재소년 - 아딧야 아싸랏 수상
- 텐 미니츠 - 알베르토 루이즈 로조 수상

### 아시아나고객인기상
- 사랑의 기억 - 알윈 타이 수상

### 뉴필름메이커상
- G-23 - 앤서니 첸 수상

### 단편의 얼굴상
- 미성년자 관람불가 - 박신우 수상

### 애니멘터리상
- 체임버 - 유석현 수상

### 채플린상
- 알리스와 나 - 미차 왈드 수상

### 싸이월드상
- 노인과 괴물 - 문상훈, 정민철 수상

### 국제경쟁부문
- 부드럽게 안아줘 - 김혜지
- 숨 - 여인원